# Sculpture d'Artiomka
La sculpture d'Artiomka, est un monument qui se trouve dans l'oblast de Rostov, dans la ville de Taganrog en Russie sur le territoire du musée de musée Ivan Vassilenko. Créé par le sculpteur russe David Begalov en l'honneur d'un personnage littéraire de l'écrivain Ivan Vassilenko.

## Composition
La figure en bronze représente un garçon aux pieds nus qui porte une casquette est montée sur un piédestal sous la forme d'un rocher de granit non traité. Dans sa main droite, Artiomka serre une petite boîte, décrit dans la première histoire de La boîte magique d'Ivan Vassilenko.

## Histoire
La sculpture du personnage littéraire de l'histoire d'Ivan Vassilenko était inaugurée en 2010 dans la ville de Taganrog devant le musée consacré à Vassilenko sur la rue Tchekhov. La sculpture était créée pour commémorer le 115e anniversaire de l'écrivain.
La sculpture a été plusieurs fois vandalisée, la première fois durant la nuit du 13 septembre 2010, par des vandales inconnus, le monument avec le piédestal a été renversé et il avait la tête cassée,. La deuxième fois la nuit du 27 août 2012, la figure d'Artiomka a été arrachée du piédestal. l'inconnu a essayé de traîner le monument, mais quelque chose semble les avoir empêchés. La police a trouvé le monument à une certaine distance du site d'installation.
Quelques épisodes de la vie du jeune Artiomka ont été publiés en France en 1956, sous le titre « Un jeune acteur » aux Éditions La Farandole.